# Renofa Jamaguči FC
Renofa Jamaguči FC (japonsky レノファ山口FC) je japonský fotbalový klub z města Jamaguči hrající v J2 League. Klub byl založen v roce 1949 pod názvem Jamaguči Teachers SC (od sezony 2006 jen Renofa Jamaguči FC). V roce 2015 se připojili do J.League, profesionální japonské fotbalové ligy. Svá domácí utkání hraje na Ishin Me-Life Stadium.